# Maheng
Maheng is een bestuurslaag in het regentschap Aceh Besar van de provincie Atjeh, Indonesië. Maheng telt 565 inwoners (volkstelling 2010).